# Комплекс фільтраційних станцій у Варшаві

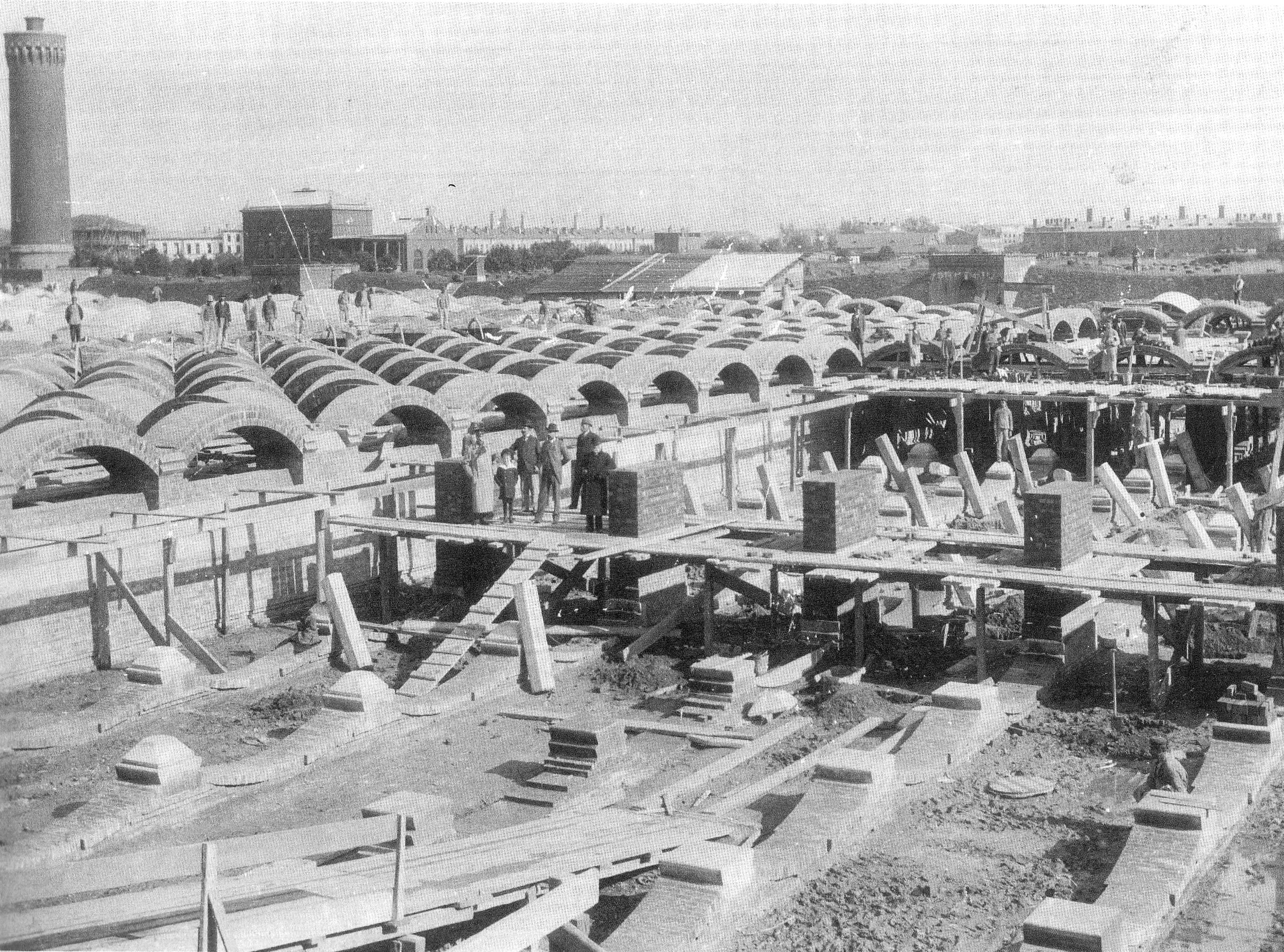
Будівництво повільних фільтрів, 1880-ті роки

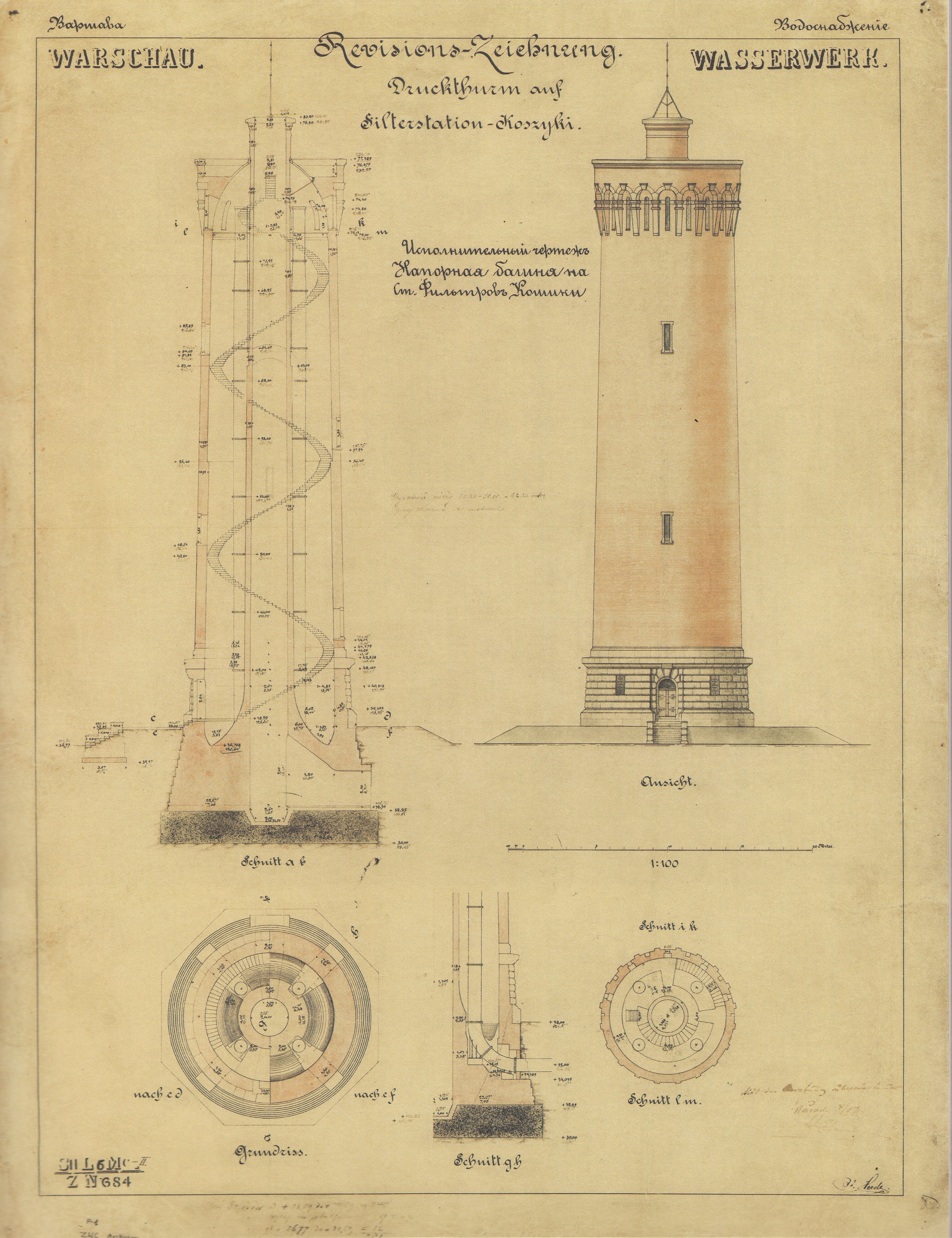
Проект водонапірної вежі

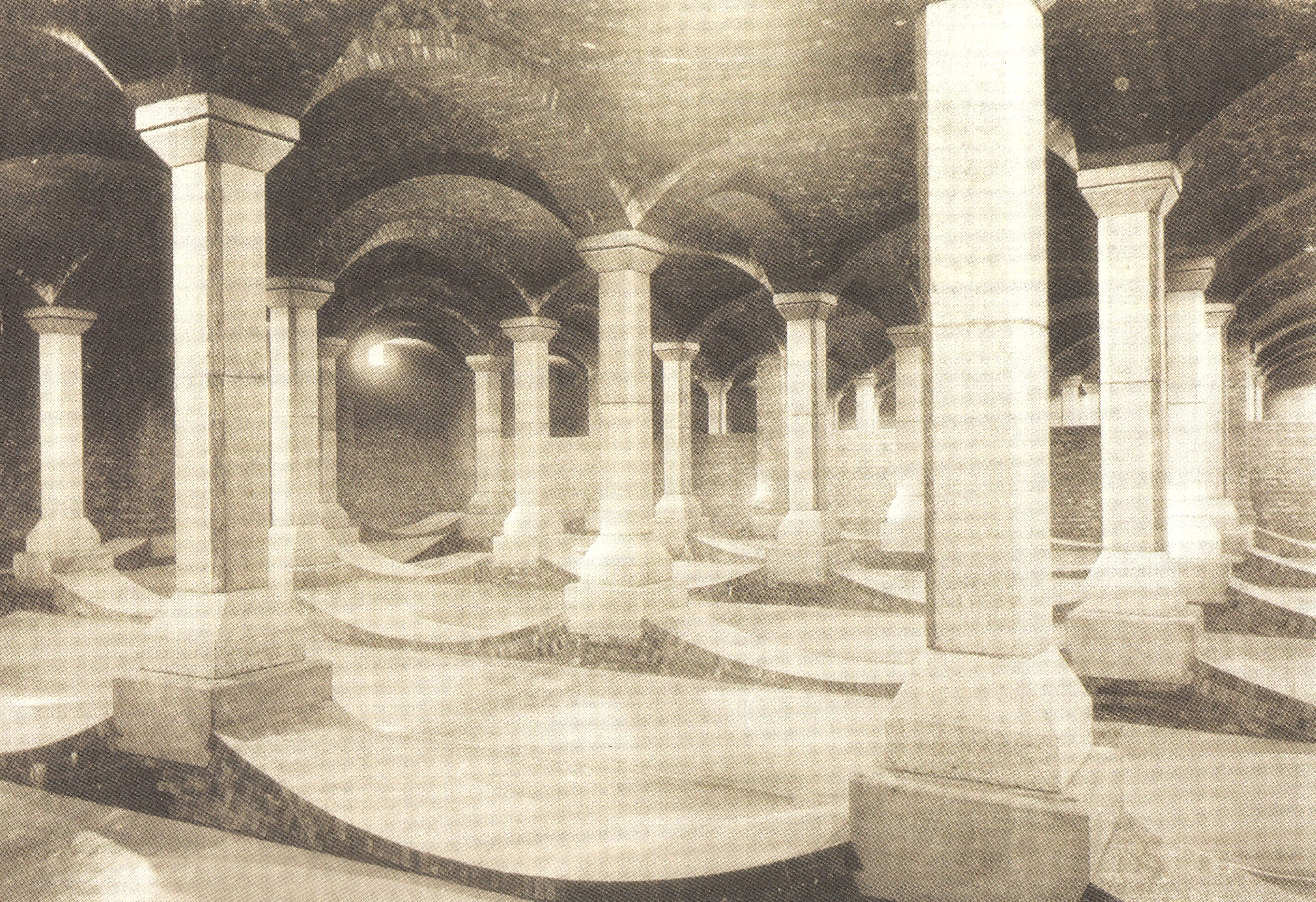
Всередині повільного фільтра без зложа

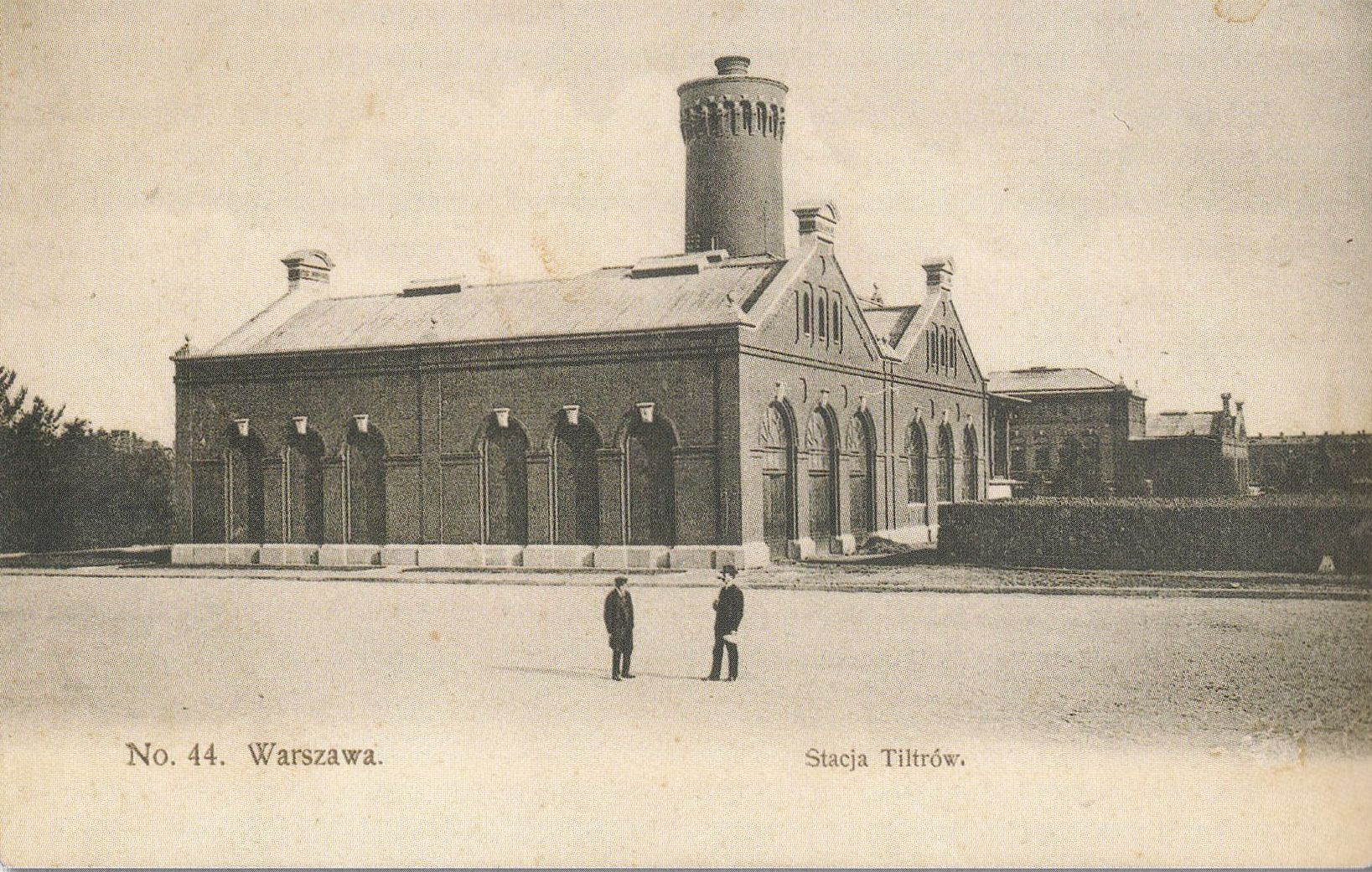
Будинки на території фільтраційної станції близько 1908 року

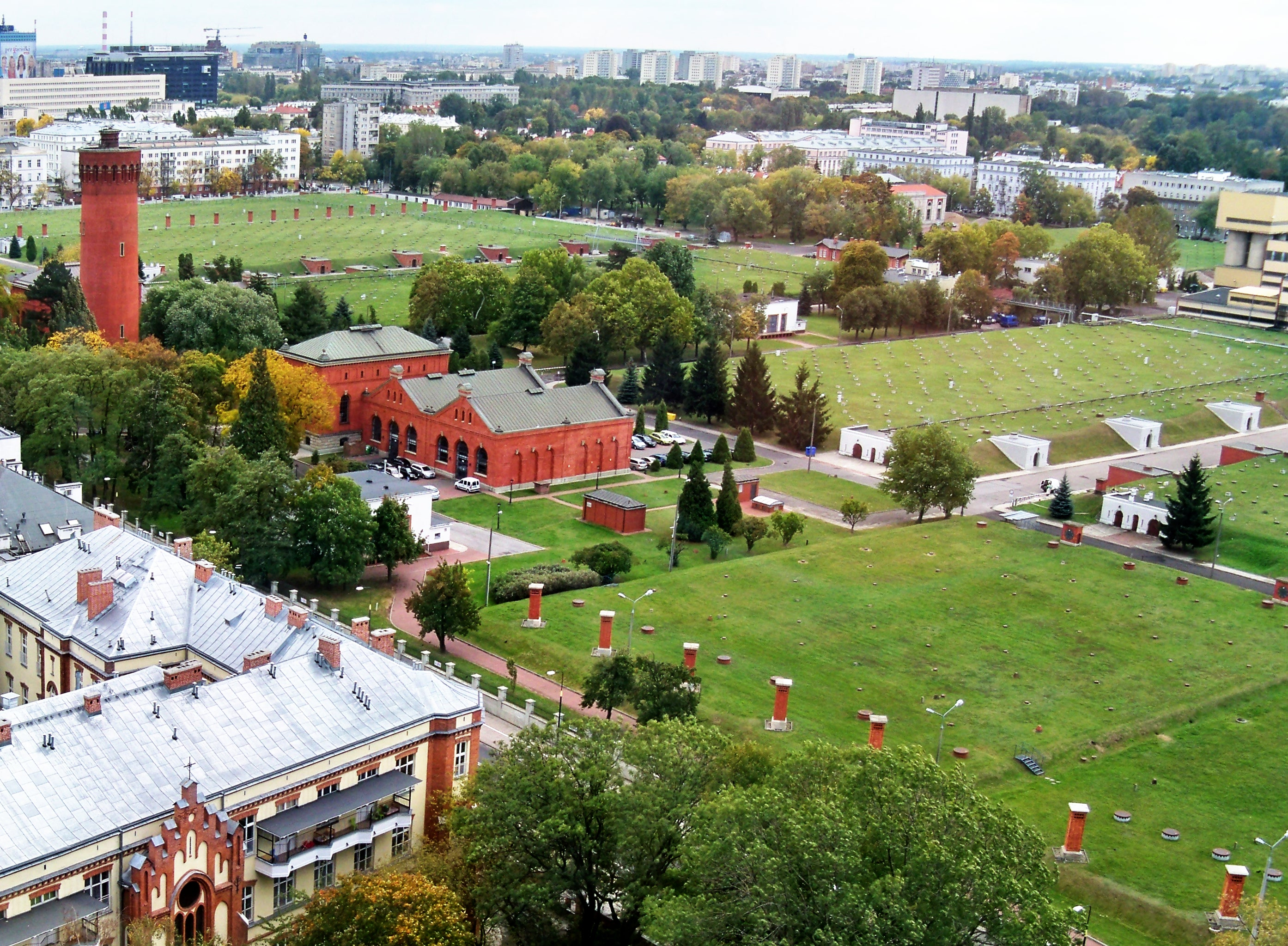
Територія фільтраційної станції сьогодні

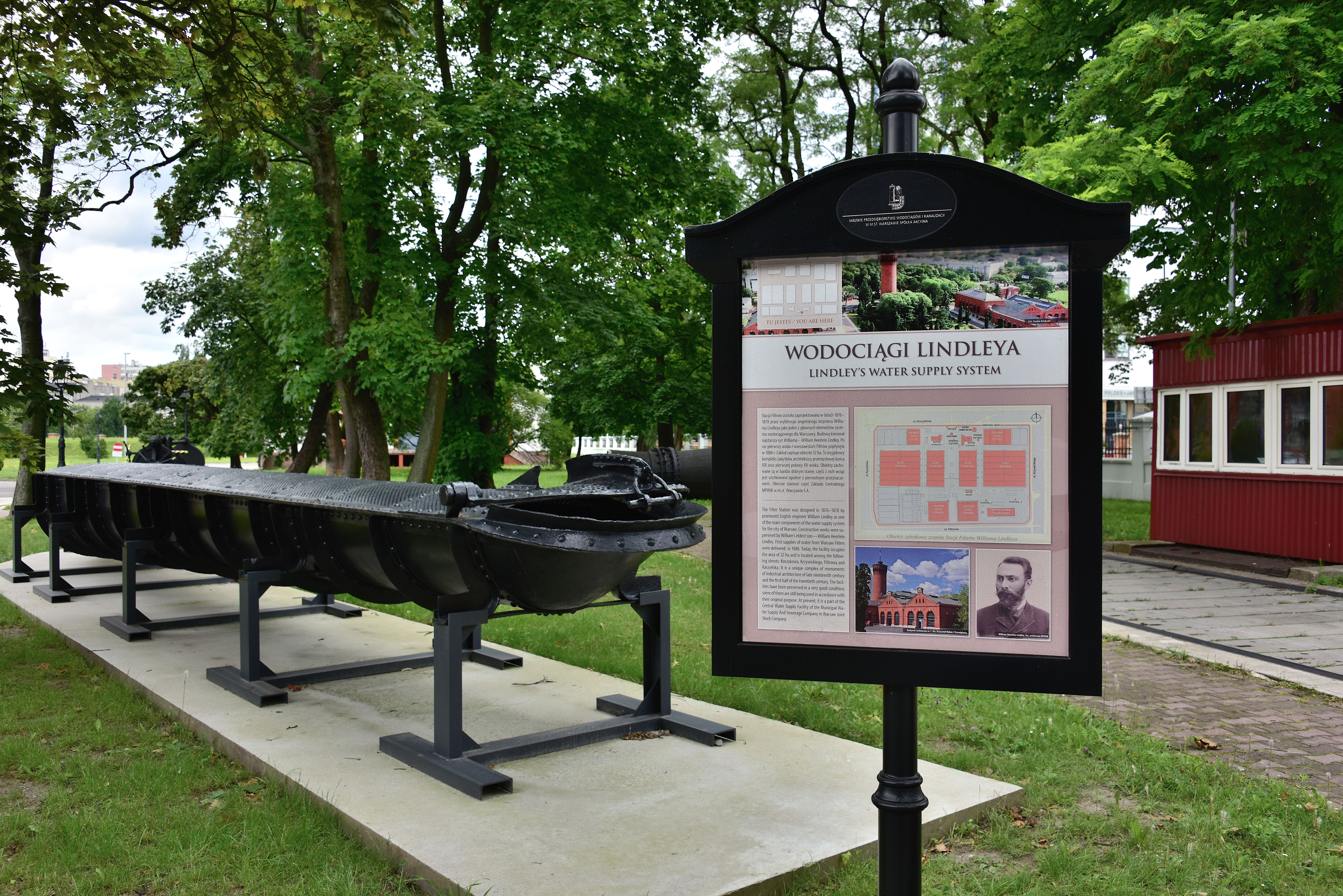
Інформаційна дошка біля входу на територію станції та так званий дракон (головка всмоктувального проводу, що використовувався для набирання води з Вісли)

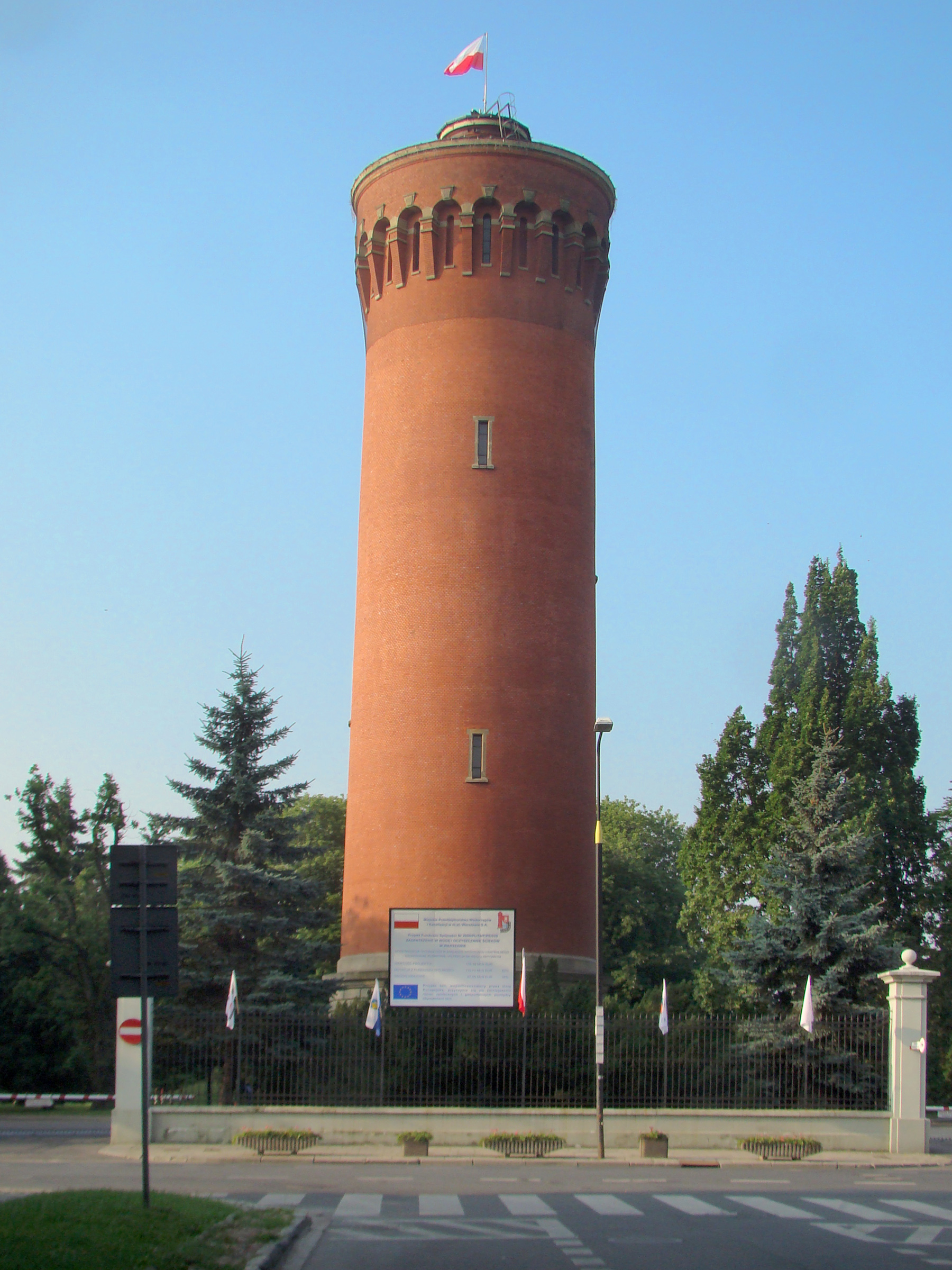
Водонапірна башта, зведена в 1885—1886 роках, використовувалася до 1924 року

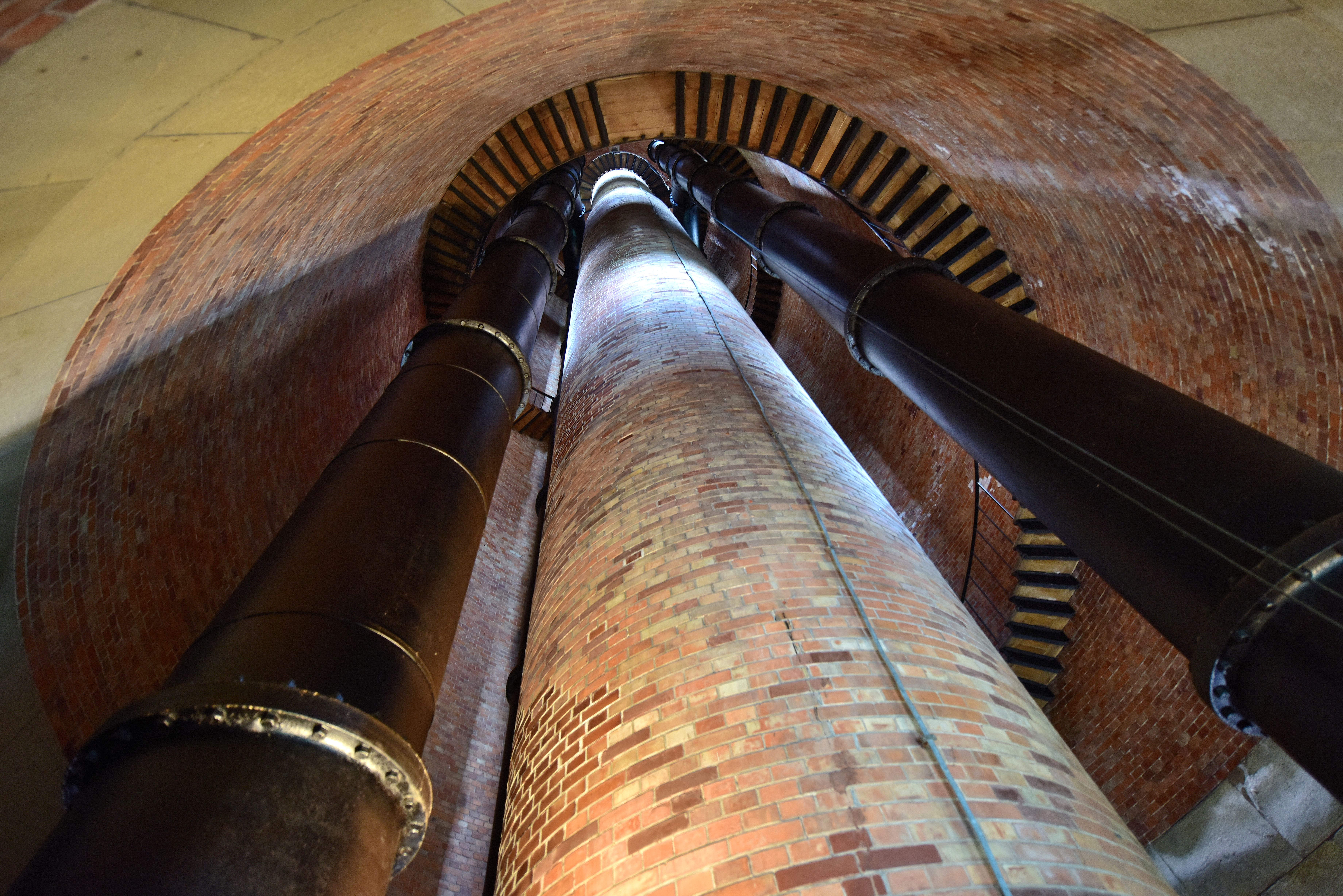
Внутрішня частина водонапірної башти

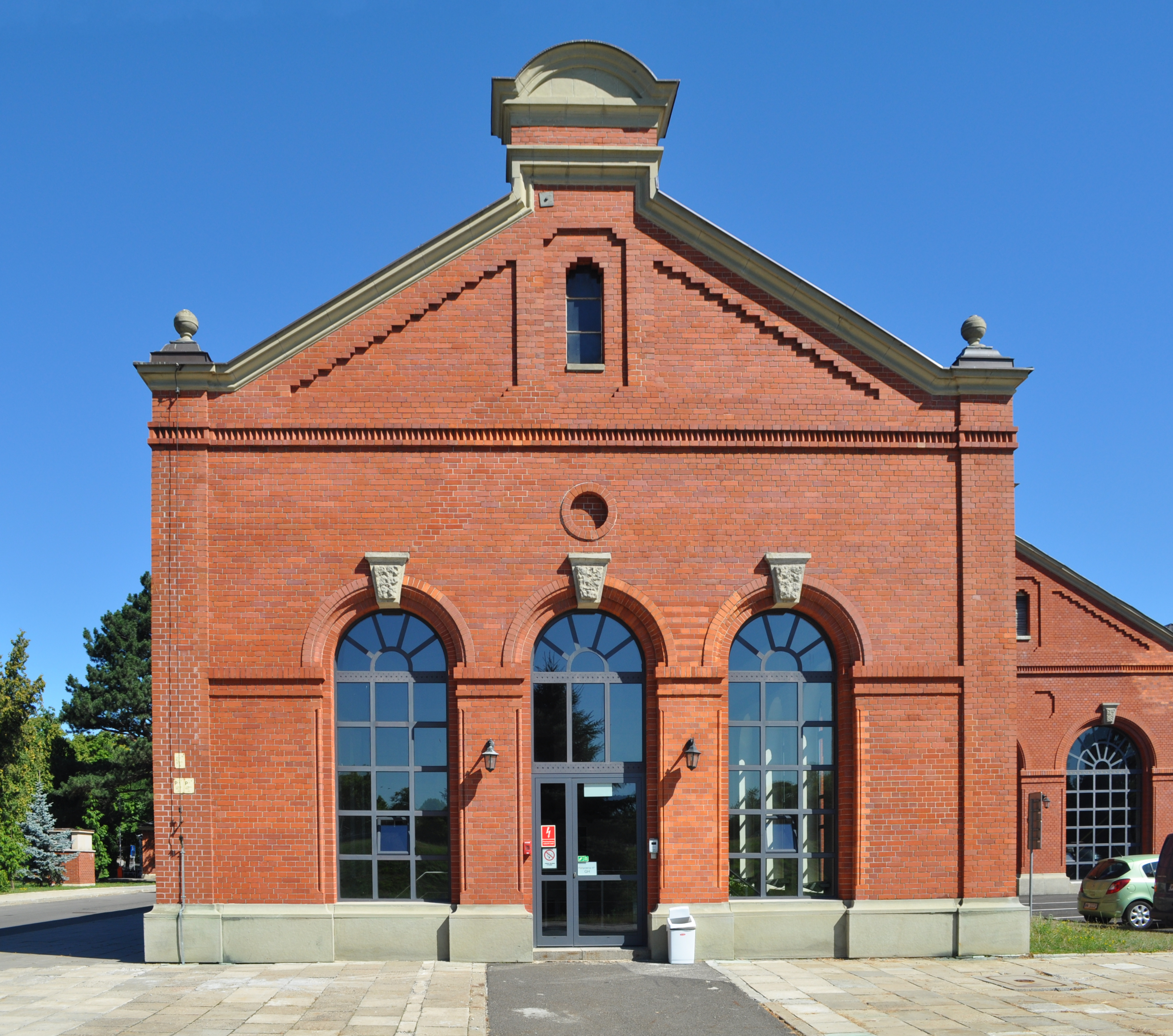
Технічний корпус № 1

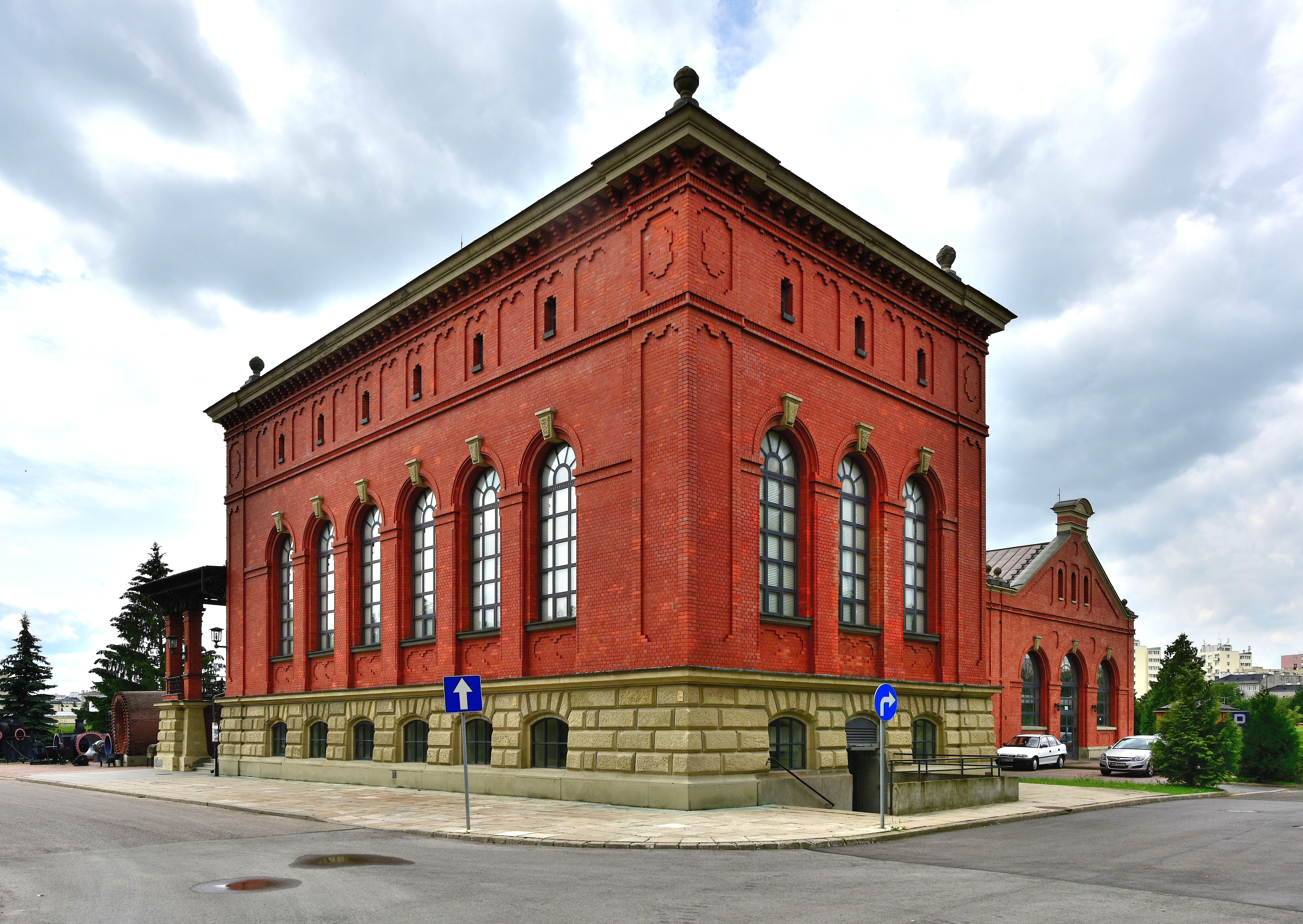
Технічний корпус № 2, наразі є Музеєм водопостачання та каналізації

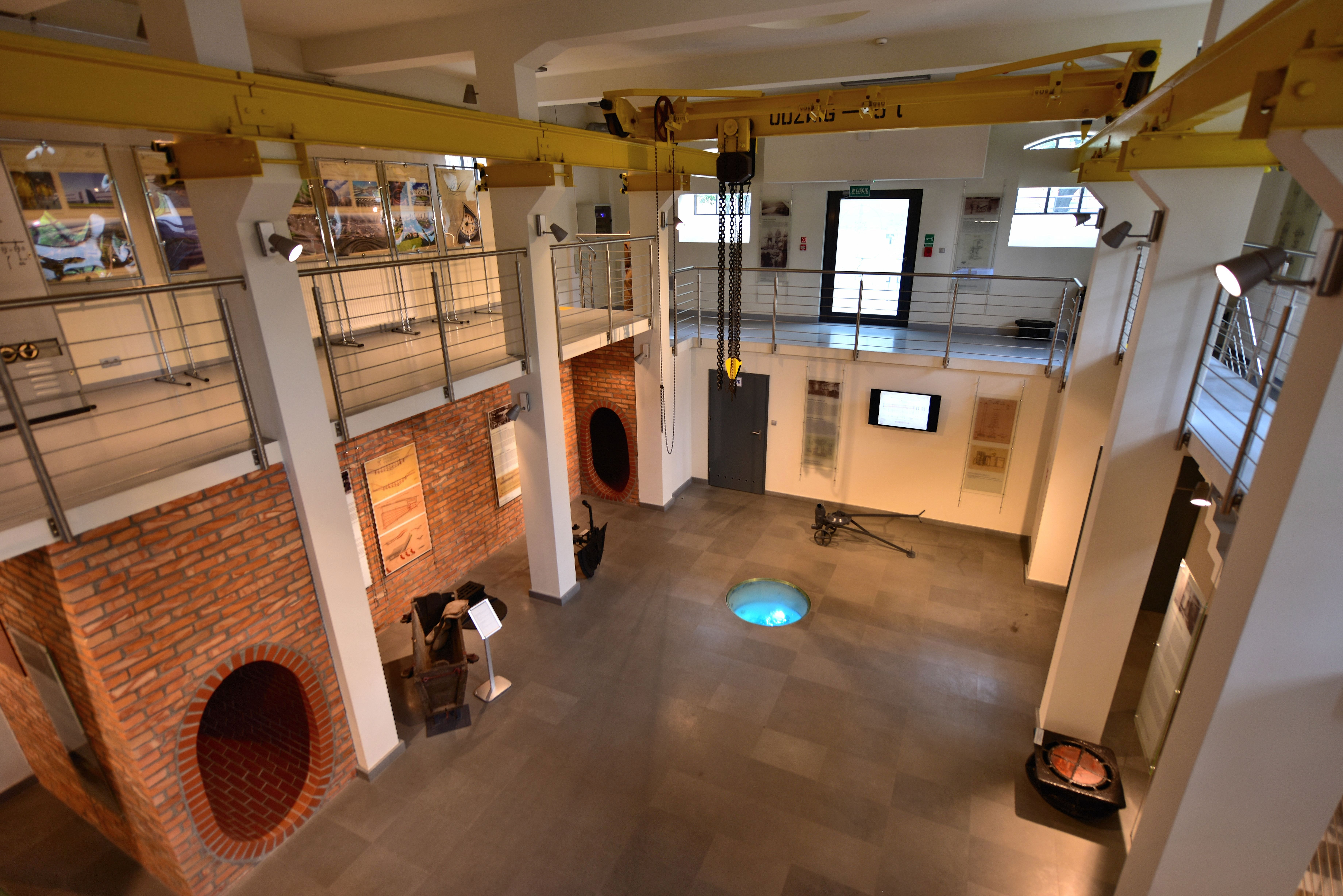
Музей водопостачання та каналізації на рівні -1

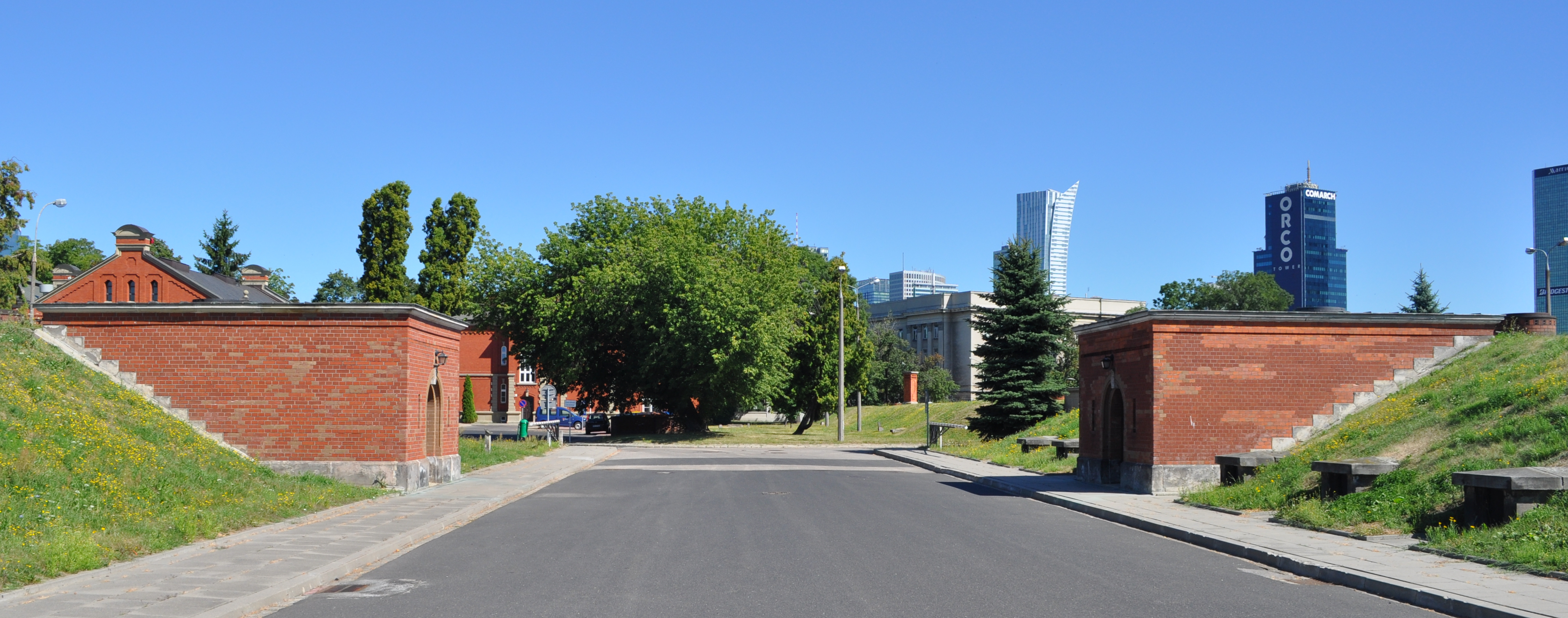
Внутрішня дорога між групами повільних фільтрів

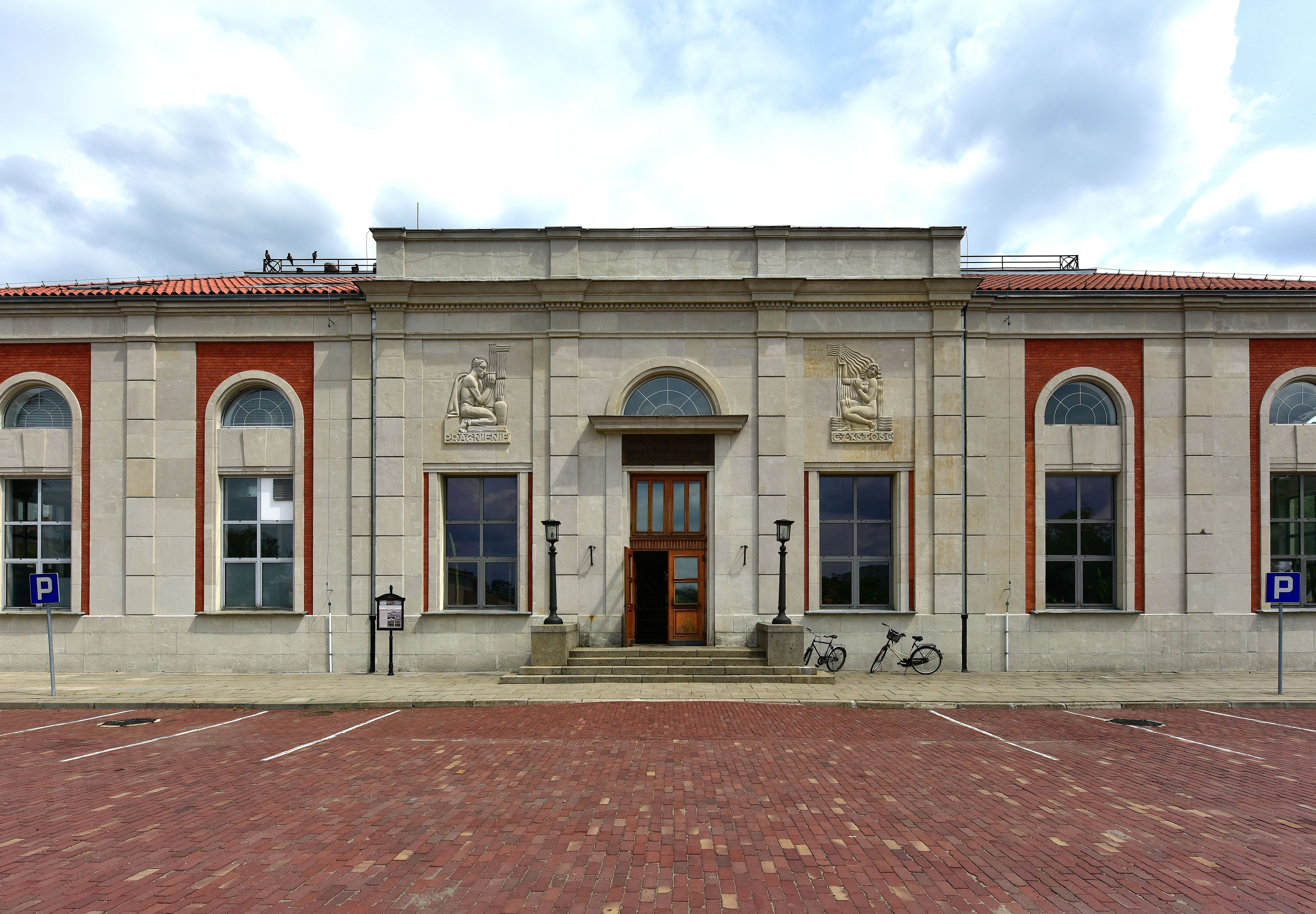
Будинок департаменту швидких фільтрів

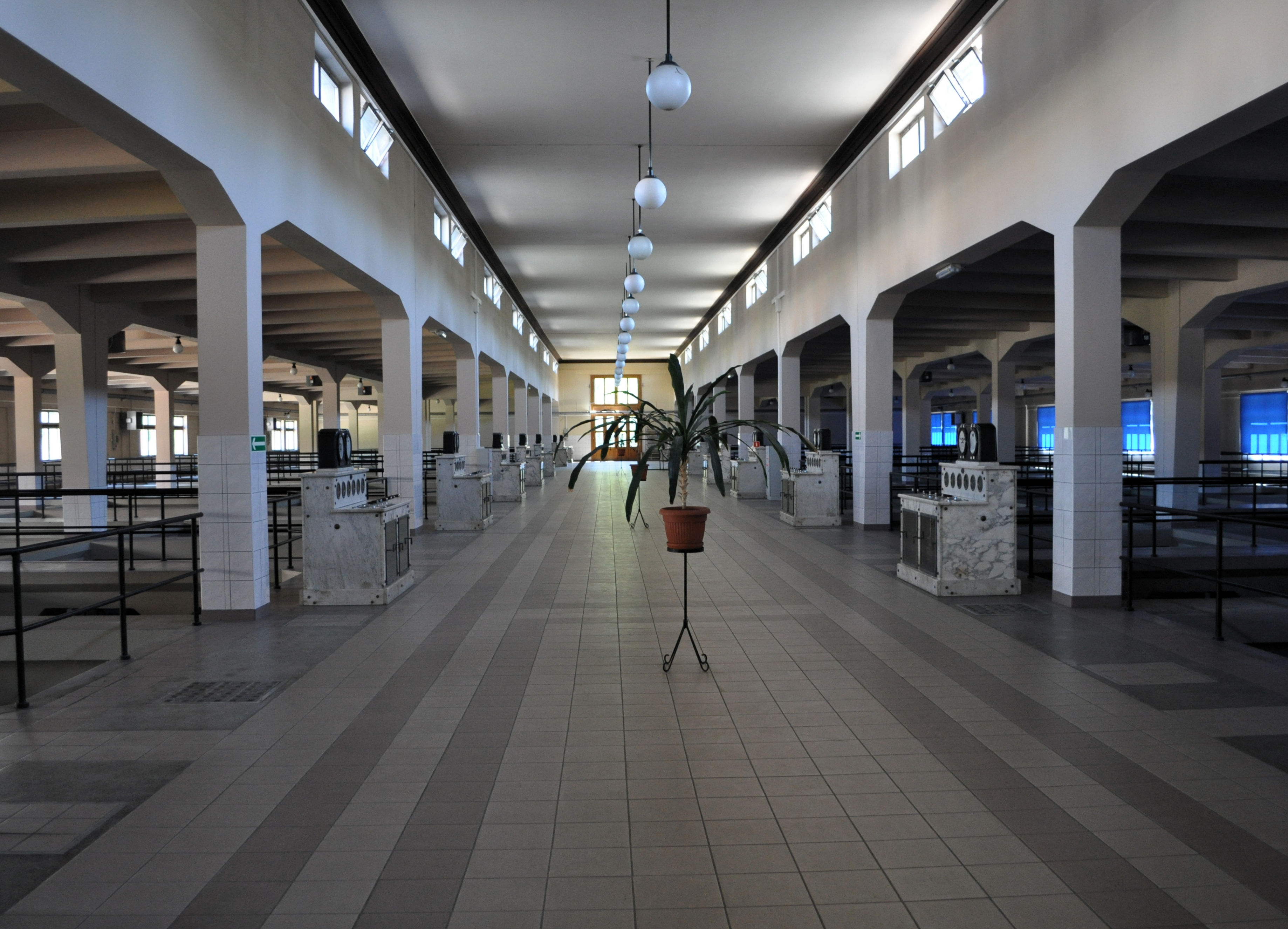
Зал департаменту швидких фільтрів

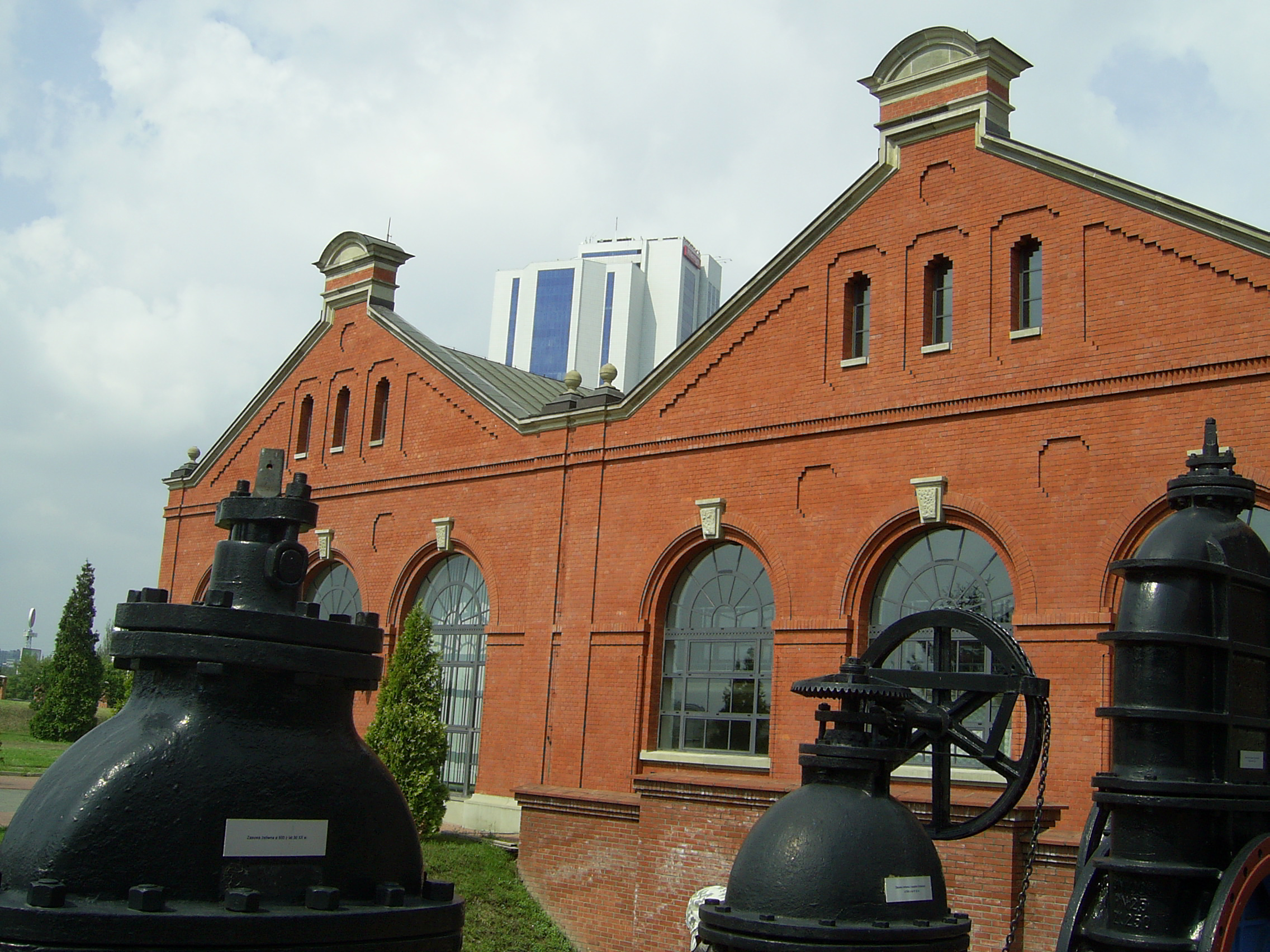
Фільтри Ліндлі в День відкритих дверей

Комплекс фільтраційних станцій у Варшаві — фільтри для води, розташовані за адресою вул. Кошикова, 81, у Варшаві, Польща. Займають територію між вулицями Кошикова, Кривицького, Фільтрова і Рашинська.
Комплекс є частиною варшавської системи водопостачання, побудованої в 1883—1886 роках за ініціативою мера Сократа Старинкевича, розробленої за проектом Вільяма Ліндлі та Вільяма Херлейна Ліндлі. У наступні роки він розширювався та доповнювався новими об'єктами. Наразі є частиною Департаменту центрального міського комунального підприємства водопостачання та каналізації.
У 1973 та 2008 роках більшість об'єктів, розташованих на території Комплексу фільтраційних станцій, внесені до реєстру пам'яток. У 2012 році весь комплекс був оголошений пам'яткою історії.

## Перший варшавський водогін
Після заснування міста мешканці Варшави черпали воду з джерел, заболочених земель, ставків, озер, струмків, що стікали на набережну та під нею, а також з Вісли. Перші згадки про колодязі походять з XV століття. Після 1476 року вода була зібрана в багатому на численні джерела районі пізнішої вул. Налевкі, в резервуарах, які називали «налевкамі» (звідси назва вулиці).
Перші згадки про акведук в районі Старої Варшави припадають на 1561 рік, а в Новій Варшаві — з 1600 року. У XVIII столітті на території палаців та магнатських садів існували також локальні водопроводи.
У середині 1840-х років інженер Фелікс Панцер сконструював кам'яний колодязь у руслі річки для відведення води, парові насоси на березі та водосховище на площі Замковій.
У 1851 році цар Микола I наказав побудувати водопровід у Варшаві. Дизайн та пізніше управління роботами були доручені Генрику Марконі. Розпочалися вони в 1852 році, а водопостачання було запущено в 1855 році. Вода з Вісли була спрямована до поселенців та до повільних фільтрів, розташованих на перехресті вулиць Доброї та Карової, звідки її закачували до водосховища у Саксонському саду, що зберігся донині, а звідти вода розповсюджувалася чавунними трубами. Однак водогін Марконі не відповідав потребам міста, що швидко розвивалося, і вода, яку місто отримувало, не завжди була хорошої якості. У 1862 році Томас Хокслі представив проект системи водопостачання та каналізації, але він не був реалізований.
У 1869 році в Празі була запущена невелика система водопостачання, спроектована Альфонсом Гротовським.

## Опис

### Будівництво
Ініціатором будівництва сучасної системи водопостачання та каналізації був президент Варшави Сократ Старинкевич. У 1879 році розіслав проект, розроблений Вільямом Ліндлі, по варшавських газетах, заохочуючи до громадського обговорення. Це викликало широку полеміку, а також опір деяких середовищ. Переважно це було побоювання збільшення фінансових навантажень. Навесні того ж року Міністерство внутрішніх справ у Санкт-Петербурзі надіслало проект нових варшавських водопроводів. Він був затверджений Технічним та будівельним комітетом міністерства у травні 1880 року та остаточно затверджений царем Олександром III у квітні 1881 року. Порядок та строки затвердження проекту каналізації були такими ж, як і для проекту водопостачання. Будівництво розпочалося в 1883 році.
Аналізуючи гідрологічне та санітарно-технічне становище Варшави, Вільям Ліндлі визначив, що достатня кількість води може бути забезпечена лише Віслою, вода повинна бути відфільтрована, а її подача має відбуватися з найвищого місця в місті, яке було в околицях Єрусалимських рогаток.
Відповідно до проекту, водозабори з Вісли побудовані разом з річковою насосною станцією та фільтраційною станцією з очисними пристроями. З річкової насосної станції потрапляла вода по лініях до повільних фільтрів на Фільтраційну станцію, де її піддавали фільтрації. З повільних фільтрів переходить у чисті резервуари для води. Звідти її перекачували до водопровідної мережі за допомогою насосів, які працювали на парових машинах. Тільки Повісле, а також з 1896 року Прага постачались водою від резервуарів чистої води гравітаційно.
Ліндлі швидко відійшов від роботи, проект був реалізований його старшим сином Вільямом Херлейном Ліндлі. Хоча постійно перебував за кордоном, виконував до смерті (1917 р.) функцію головного інженера будівництва. Інвестиція фінансувалася містом та здійснювалася під безпосереднім наглядом муніципалітету. Перша очищена вода потекла до жителів Варшави з Фільтраційної станції 3 липня 1886 року. Наприкінці 1886 року протяжність мережі водопостачання становила 18,1 км.
Під час будівництва були використані найсучасніші технічні рішення того часу. При будівництві всіх об'єктів були використані матеріали найвищої якості, які піддавалися контролю на декількох рівнях. Основним будівельним матеріалом була спеціально випалена, вологостійка шпонова цегла та цегла з білим глазурованим покриттям. На створення великого нахилу використовувались пісковикові та гранітні блоки. Гранітні стовпи підтримують виконані з цегли вітрильні склепіння в резервуарах з чистою водою та шістьма групами повільних фільтрів. Будинки були спроектовані у «фабричному» стилі.
Сучасний водогін Ліндлі замінив установки, розроблені Марконі та Гротовським. Водопровод Марконі був закритий у лютому 1889 року, а Празький водогін у вересні 1896 року.
За часів Ліндлі варшавська водопровідна мережа була поділена на:
- Верхнє місто — постачається водою за допомогою водонапірної башти, розташованої на Фільтраційній станції, що забезпечує достатній тиск у системі водопостачання.
- Нижнє місто, або Повісле, а потім Прага — постачається водою, що стікає безпосередньо з резервуарів з чистою водою.

Річкова насосна станція, де воду брали з Вісли та перекачували на фільтраційну станцію, була побудована за адресою вул. Черняковська, 124.
Обладнання фільтраційної станції було засипано землею. Під насипом знаходяться чотири відстійники сирої води, шість груп повільних фільтрів (всього 36 фільтрів) та дев'ять баків з чистою водою. Площа шести груп повільних фільтрів становила 82 236 м², а ємність резервуарів для чистої води була доведена до 60 тисяч м³. На зміну запланованій сьомій групі повільних фільтрів у 2008—2010 роках було побудовано установку для озонування та вуглецеві фільтри.
Станція була побудована в місці, розташованому приблизно на 36 м над так званим Нулем Вісли (локальна система висот), що сприяло водопостачанню багатоповерхових будинків. На території комплексу був розташований фрагмент колишньої Королівської дороги (частина Станіславської осі) на вулицях Нововейській, Нємцевича і Прондзинського; її хід відповідає алеї, розташованій на цій ділянці.
Загальна площа, яку займає станція фільтрації між нинішніми вулицями Кошикова, Кривицького, Фільтрова та Рашинська, становила близько 36 га.

### 1886—1939
У початковий період воду з річкової насосної станції направляли на повільні фільтри, частина камер яких функціонувала як криті відстійники. Їх назва пов'язана зі швидкістю процесу фільтрації (близько 10 см водного стовпа на годину). Відфільтровану воду направляли до резервуарів з чистою водою, а потім на насосні зали. Звідти її закачували у водонапірну башту, де починалася водопровідна мережа Верхнього міста.
Через кілька років після запуску фільтрів потрібно було додати криті відстійники перед відводом води до повільних фільтрів, оскільки проведені випробування показали низьку якість води. З цією метою після 1890 року площа станції була збільшена та розпочато будівництво відстійників.
5 серпня 1915 року російські війська, що відступали від Варшави, підірвали центральні прольоти Кербедзького мосту, знищивши труби, які використовували для подачі води на правий берег міста. До празької мережі розпочали тоді качати воду з чотирьох артезіанських свердловин, розташованих в межах Спиртової монополії та ректифікації на вул. Зомбковській. Водопостачання з Фільтраційної станції було відновлено 30 вересня 1915 року після того, як провід було підвішено на риштуваннях мосту, що відбудовувався.
У 1924 році парові насоси були відключені, замінено їх швейцарськими електричними насосами, а в 1933 році польськими насосами, виготовленими на варшавському заводі Станіслава Твардовського. У 1924 році після встановлення електричних відцентрових насосів водонапірну башту вилучено з вжитку. Пізніше її застосовували лише при запуску парових або насосних установок (що відбулося в 1945 році). У 1926 році розбудовано шостий комплекс повільних фільтрів. У 1931 році було запроваджено хлорування води, оминаючи повільні фільтри.
У 1932 році до мережі водопостачання довжиною 501,5 км було підключено 10 057 об'єктів нерухомості. Зростаючий попит на воду призвів до будівництва в 1929—1933 роках сучасного Департаменту швидких фільтрів за канадською ліцензією. Це дозволило здійснити початкову та швидку (до 7 метрів водного стовпа на годину) фільтрацію води перед її відводом на повільні фільтри. ККД департаменту склав 180 000 м³ на добу. Після запуску воду з річкової насосної станції перекачували в розширювальні баки (колишні криті відстійники), потім у швидкі фільтри, а від них у повільні фільтри.

### Друга Світова війна
Під час оборони Варшави у вересні 1939 року багато споруд на Фільтраційній станції (в тому числі Департамент швидких фільтрів, резервуари з чистою водою та повільні фільтри) були пошкоджені авіаційними бомбами. У пошкодженому трьома бомбами будинку Департаменту швидких фільтрів вода затопила прецизійні фільтраційні пристрої та електричні насоси. Через побоювання, що підтримання тиску в трубах може спричинити подальше пошкодження, в полудень 24 вересня водопостачання міста було перервано. Водогін відновив роботу 4 жовтня 1939 року за допомогою парових насосів. У цей день надійшло в мережу приблизно 20 % зазвичай вживаної води. Водопровідна мережа, пошкоджена в 586 місцях, була повністю наповнена водою в грудні 1939 року, а усунення пошкоджень на станції тривало до червня 1941 року. Протягом усієї німецької окупації сума плати за воду та користування каналізацією не змінювалася.
У 1942—1944 роках станція фільтрації постраждала під час радянських повітряних нальотів на Варшаву. Після знищення німецького варшавського гетто приблизно 100 км (із приблизно 640 км) водопровідної мережі було виключено із вжитку.
У перший день Варшавського повстання, 1 серпня 1944 року, територія станції була осаджена підрозділом Вермахту, але вона продовжувала свою роботу. 9 серпня Німеччина вимагала припинити водопостачання міста, але польські робітники відповіли, що з технічних причин це неможливо. 15 серпня були закриті всі водогінні магістралі у напрямку Срюдмєсця (пол. Śródmieścia), але цей наказ було скасовано.
У серпні 1944 року в комунальну систему водопостачання було закачано рекордну кількість води (в середньому 145 000 м³ на добу), однак вона текла з пошкоджених під час боїв та бомбардувань магістралей та вуличних каналів. 4 серпня до міста було відправлено 160 000 м³ води — найбільше в історії варшавських водогонів. Внаслідок витоку води з пошкоджених трубопроводів з 4 серпня вихідний тиск із Станції почав знижуватися, тому будівлі, розташовані поруч із нею, мали воду аж до третього поверху, включаючи третій поверх, а інші лише на першому поверсі. Від 29 серпня кількість викачаної води також почала зменшуватися. Після вимкнення електростанції в місті Повісле 4 вересня вода подавалась до міста за допомогою парових насосів. 18 вересня німці підірвали Станцію річкових помп, але Фільтраційна станція працювала за допомогою двох парових насосів до 21 вересня, доставивши того дня 2600 м³ літрів води. У ранкові години 22 вересня остання група працівників за наказом німців залишили територію станції. До цього їм вдалося, серед іншого, убезпечити плани найважливіших приладів, сховати частину лабораторної апаратури, злити воду з повільних фільтрів у канали, а також затопити підземелля Департаменту швидких фільтрів, щоб запобігти вивезення апаратури для закриття та відкриття клапанів. Близько 50 000 м³ літрів води залишилось у резервуарах з чистою водою, яку після припинення нацистської окупації міста в січні 1945 року видавали жителям до травня в кількості близько 350 м³ на добу.
Після провалу повстання німці розібрали та вивезли частину машин та обладнання. Будівлі насосів були знищені у 15-20 %, а житлові будинки — у 35 %. На фільтрувальних ложах повільних фільтрів німці влаштували конюшні.

### Після 1945 року
Система водопостачання була відновлена після усунення найбільш серйозних пошкоджень 29 травня 1945 року. Близько 140 000 м³ води було введено в мережу, однак наповнювання системи водопостачання було продовжено в наступні місяці, оскільки деякі ділянки після виявлення витоків води були відрізані та наводнювались знову. 4 серпня 1945 року розпочалося встановлення імпровізованого водопроводу на дерев'яному висоководному мості на виході з вулиць Карової та 3 вересня воду відправляли до Праги.
Департамент швидких фільтрів був відновлений та запущений у липні 1949 року. Максимальної потужності з 1939 року, що становила 180 000 м³ води на добу, водопроводи досягли в 1952 році. У 1950-х роках був побудований п'ятий трубопровід для передачі води з Річкової насосної станції. До Департаменту швидких фільтрів також добудували чотири нові фільтраційні камери. Ємність резервуарів для чистої води збільшена до 120 000 м³.
У 1964 році, після будівництва та введення в експлуатацію Празького водогону, комплекс перестав бути єдиним закладом, що постачав місто водою. У 1965 році Комплекс фільтраційних станцій, Станцію річкових насосів та лінії зливу було названо Центральним департаментом з водопостачання. У 1968 році розпочалося будівництво нового обладнання за ліцензією французької компанії Degremont, метою якої було включення до двоступеневої очистки води на повільних і швидких фільтрах третьої — коагуляційного осередку. У 1970 році в місто поставлялось в середньому 500 000 м³ води на добу, з них Центральний водогін приблизно 65 %. У 1974 році розпочалося будівництво Північного водопроводу з водозабором із Зеґжинського водосховища.
У 1986 році у зв'язку із продовженням вул. Рашинської переміщено паркан та розібрано в'їзні ворота, розташовані на осі вул. Нововєйської та кілька господарських споруд і допоміжних будівель.
На цей час[коли?] комплекс є частиною Станції очищення води «Фільтри», яка входить до Департаменту центрального міського комунального підприємства водопостачання та каналізації. Як єдиний із трьох варшавських водогонів, він має дві технологічні лінії:
- перша технологічна лінія — розроблена Вільямом Ліндлі та його сином Вільямом Херлейном Ліндлі, доповнена в 1933 році Департаментом швидких фільтрів, який обробляє інфільтраційну воду, витягнуту з дна річки Вісли через чотири берегових водозабори та Головний водозабір празького водоканалу «Груба Каська» (пол. «Gruba Kaśka»). У процесі обробки воду фільтрують через швидкі та повільні фільтри, дезінфікують діоксидом хлору. Повільні фільтри оснащені активованим вугіллям
- друга технологічна лінія — запущена в 1972 році, очищує воду, зібрану з Черняковського поселення, використовуючи процес початкового окислення, коагуляції з використанням сульфату алюмінію, швидкої фільтрації та дезінфекції діоксидом хлору. Реакція води коригується вапняною водою.

У 2008—2010 роках було побудовано станцію непрямого озонування та фільтрування на активованому вугіллі. В ній міститься 3 генератори озону та 18 камер фільтру вуглецю. В архітектурному відношенні вона належить до старших об'єктів станції, будівельний матеріал (клінкерна цегла, пісковик) та стилізація орнаментів до станційних споруд ХІХ століття, а рельєфи до стилю арт-деко із міжвоєнної станції швидких фільтрів. В результаті змагань станція отримала назву «Сократ». Запущена в 2010 році, станція дозволила зменшити приблизно на 50 % дозу діоксиду хлору, що використовувався для остаточної дезінфекції води, що покращило її смак та запах.

## Зелені насадження
Територія Комплексу фільтраційних станцій має характер виробничої та комунальної забудови, однак, це також частково міська зелена зона. Виконує вона функцію клина для провітрювання центру міста.
На його території знаходиться алея, яка обсаджена по обидва боки більш ніж 100-літніми платанами, а також два пам'ятники природи: багатоступінчастий тис (так званий тис Старинкевича (пол. Cis Starynkiewicza), біля водонапірної башти) і гіркокаштан звичайний (з боку вулиці Рашинської).

## Пам'ятник
Фільтри Ліндлі поступово охоплювано охороною як пам'ятник. 1 березня 1973 року до реєстру пам'яток (номер А-813) внесено такі об'єкти:
- житловий будинок (колишній будинок директора),
- зали повільних фільтрів з вестибюлями (2, 4, 6, 8, 10, 12),
- зали повільних фільтрів з вестибюлями (1, 3, 5, 7, 9, 11),
- сторожка біля головних воріт (східна),
- сторожка біля головних воріт (західна),
- водонапірна башта.

26 березня 2008 року цей перелік доповнено новими об'єктами (номер А-788):
- технічний корпус № 1, тобто машинне відділення — парові насоси, котельня, склад вугілля, електронасоси ABC, хранилище,
- технічний корпус № 2, тобто машинний зал — парові насоси, котельня, склад вугілля, електронасоси, Музей водопостачання та каналізації
- колишня стайня (соціальна будівля),
- зали повільних фільтрів з вестибюлями (14, 16, 18, 20, 22, 24) IV групи,
- зали повільних фільтрів з вестибюлями (13, 15, 17, 19, 21, 23) III групи,
- зали повільних фільтрів з вестибюлями (25, 27, 29, 31, 33, 35) V групи,
- зали повільних фільтрів з вестибюлями (26, 28, 30, 32, 34, 36) VI групи,
- камера «А»,
- камера «С»,
- Камера лічильника води Вентурі,
- паркан з чотирма воротами,
- Департамент швидких фільтрів,
- резервуар для чистої води № 1А, 1Б,
- резервуар для чистої води № 2
- резервуар для чистої води № 3,
- резервуари для сирої води (№ 1 і 3),
- резервуари для сирої води (№ 2 та 4),
- зелені насадження фільтраційних станцій та водопроводів

18 січня 2012 року, згідно з указом Президента Республіки Польща, весь комплекс фільтрів був визнаний історичною пам'яткою. Цей статус був наданий будівлям на всій ділянці — як XIX, так і XX століття, внесених до реєстру пам'яток, а також новозбудованим будівлям та міській зелені.

### Інші об'єкти
У 1907 році біля водонапірної башти було відкрито погруддя Сократа Старинкевича.

## Музей і дні відкритих дверей
На території фільтраційних станцій у технічній будівлі № 2 розташований Музей водопостачання та каналізації. Можна в ньому побачити, серед іншого, фрагмент дерев'яного варшавського водопроводу з XVII століття та антикварні пристрої.
У липні та серпні Міське комунальне підприємство водопостачання та каналізації організовує Дні відкритих дверей Варшавських фільтрів. Їх також можна відвідати у травні під час Ночі музеїв.

## У масовій культурі
- У серіалі «Сорокалітній» в Департаменті швидких фільтрів працювала Мадзя Карвовська (цю роль зіграла Анна Сенюк), дружина головного героя, інженера Стефана Карвовського (Анджей Копичинський)[68]. Пані Карвовська вивчала чистоту води в лабораторії, яку очолював інженер Мечислав Гайні (Войцех Покора), що був у неї закоханий[69].

## Інша інформація
У наданій міською владою залі закритої котельні Людвіка Нітсхова створила скульптуру Русалки, встановлену в 1939 році на вул. Вибжеже Костюшковське.